# Ramón José Castellano
Ramón José Castellano (Villa Dolores, 15 febbraio 1903 – Córdoba, 27 gennaio 1979) è stato un arcivescovo cattolico argentino, arcivescovo metropolita di Córdoba dal 1958 al 1965. Nel 1969 ordinò sacerdote Jorge Mario Bergoglio, divenuto poi papa Francesco.

## Biografia
Nacque nella comunità di Villa Dolores nella provincia di Córdoba in Argentina. Il 18 settembre 1926 venne ordinato sacerdote, all'età di ventitré anni, ed assegnato a Tucumán, in diocesi di Córdoba, divenuta poi arcidiocesi. All'età di quarantadue anni venne nominato vescovo ausiliare di Córdoba, titolare di Flaviade, e consacrato il 28 aprile 1945 dall'allora arcivescovo di Córdoba, Fermín Emilio Lafitte.
Il 26 marzo 1958 divenne arcivescovo di Córdoba, ruolo che mantenne fino al 19 gennaio 1965. Venne allora nominato arcivescovo titolare di Giomnio, ma si dimise il 20 dicembre 1970.
Castellano mantenne il titolo di arcivescovo emerito di Córdoba fino alla sua morte. Le sue spoglie sono state tumulate nella cattedrale dell'arcidiocesi.

## Genealogia episcopale e successione apostolica
La genealogia episcopale è:
- Cardinale Scipione Rebiba
- Cardinale Giulio Antonio Santori
- Cardinale Girolamo Bernerio, O.P.
- Arcivescovo Galeazzo Sanvitale
- Cardinale Ludovico Ludovisi
- Cardinale Luigi Caetani
- Cardinale Ulderico Carpegna
- Cardinale Paluzzo Paluzzi Altieri degli Albertoni
- Papa Benedetto XIII
- Papa Benedetto XIV
- Papa Clemente XIII
- Cardinale Bernardino Giraud
- Cardinale Alessandro Mattei
- Cardinale Pietro Francesco Galleffi
- Cardinale Giacomo Filippo Fransoni
- Cardinale Carlo Sacconi
- Cardinale Edward Henry Howard
- Cardinale Mariano Rampolla del Tindaro
- Cardinale Antonio Vico
- Arcivescovo Filippo Cortesi
- Arcivescovo Fermín Emilio Lafitte
- Arcivescovo Ramón José Castellano

La successione apostolica è:
- Vescovo Horacio Arturo Gómez Dávila (1958)
- Vescovo Enrique Ángel Angelelli Carletti (1961)